# Goraczino
Goraczino (mac. Горачино) – wieś w gminie miejskiej Sztip w środkowej Macedonii Północnej.

## Demografia
Według spisu ludności z 2002 we wsi Goraczino mieszkało 16 mieszkańców.

### Rasy i pochodzenie
Według wyżej wspomnianych danych we wsi Goraczino mieszkało 16 Macedończyków.